# Вулиця Богдана Гаврилишина (Львів)
Вулиця Богдана Гаврилишина — вулиця у Личаківському районі міста Львів, у місцевості Великі Кривчиці. Пролягає від вулиці Богданівської до вулиці Бігової.

## Історія та забудова
Існувала у межах селища Кривчиці, мала назву Глибока. З 1962 року — вулиця Визвольна. Сучасну назву на честь громадського діяча, мецената, члена Римського клубу та іноземного члена НАН України Богдана Гаврилишина отримала 18 серпня 2022 року. 
Забудована приватними одно- та двоповерховими садибами 1930-х—2000-х років.